# Nihoa
Nihoa ou Moku Manu (surnommé également en anglais Bird Island), est une île américaine du Nord-Ouest d'Hawaï, située dans l'océan Pacifique.

## Toponymie
L'île doit son nom, signifiant « dent » en hawaïen, à ses contours déchiquetés.

## Géographie
Nihoa appartient aux îles hawaïennes sous le vent et est située à environ 120 milles (190 km) au nord-ouest de Niihau et 250 milles (450 km) d'Honolulu. 
C'est le sommet d'une crête volcanique énorme, seulement d'environ 900 pieds dont les restes sont exposés au-dessus de la mer. Ce sommet exposé ressemble à la moitié d'une selle, la crête de Miller étant le pommeau, et la crête de Tanager (260 m) incurvée en arrière. Cette île mesure environ 1,3 km d'est et ouest par 270 m à 920 m de large. Le côté occidental de l'île est formée par une falaise à angle droit, face au nord.
Le côté méridional de l'île s'incline en une série de six vallées peu profondes. 

## Géologie
Nihoa est la plus jeune des îles de l'archipel nord-ouest Hawaïens. C'est une ancienne île volcanique sortie de l'océan Pacifique il y a environ 7,3 Ma. L'île est le reste d'un cône volcanique autrefois beaucoup plus grand, selon le professeur Harold S. Palmer. Son sommet, était autrefois plus haut et au nord-est du sommet actuel. La partie nord de l'île s'est érodée plus tard. 

## Histoire
Les restes archéologiques et les vieilles légendes hawaïennes indiquent que l'île est connue depuis longtemps et, au moins par intermittence, occupée par les Hawaïens. Ils ont pu s'y installer pour la pêche, à la recherche des plumes d'oiseaux, ou pour faire une halte en direction de l'île Necker. Les fouilles archéologiques de Taner en 1923 et celles de l'année suivante ont été fructueuses. Kenneth Emory a alors dénombré un total de 66 emplacements dont certaines traces qui semble démontrer la présence d'agriculture. Si on pense que l'île aurait pu nourrir plus d'une centaine de personnes, l'absence d'eau potable laisse des doutes sur une présence permanente.
Le premier occidental à avoir redécouvert l'île a été le capitaine Douglas, sur l'Iphigenia, qui a aperçu l'île à 3 heures du matin du 19 mars 1789. Le capitaine Peter Corney, avec 60 Hawaïens indigènes à bord, a passé près de Nihoa le 17 avril 1817, mais n'a pas débarqué. 
En 1822, la reine Kaʻahumanu, régente du royaume hawaïen, visite l'île alors qu'elle était en direction de Kauai avec le capitaine William Summer aux commandes. L'île a alors été annexée au groupe hawaïen.
Le 23 avril 1857, le roi Kamehameha IV et le gouverneur Kekuanaoa ont, avec l'aide du capitaine Paty, de nouveau pris la possession de l'île. Ceci suivait une visite du bateau français Eurydice. 
Le positionnement précis de l'île a été réalisé par le lieutenant John M. Brooke des États-Unis, en janvier 1859.
En juin 1923, Alexander Wetmore, représentant scientifique américain, effectue une étude minutieuse de la faune aviaire, alors que plusieurs scientifiques de Honolulu rassemblaient et étudiaient la flore, les mollusques terrestres, la vie marine, et la géologie. Une autre équipe, d'archéologues a travaillé à Nihoa du 9 au 13 juillet 1924, dégageant plusieurs terrasses et plateformes de maison et explorant un total de 66 emplacements archéologiques.

## Faune
La faune aviaire est très importante. L'albatros à pieds noirs vit en colonies sur les sommets. On trouve également le pétrel de Bulwer et des puffins, des frégates et des sternes. L'île abrite deux espèces endémiques d'oiseaux le Telespiza ultima et le rousserolle obscure, aujourd'hui endémique car disparu ailleurs. Mais aussi des espèces d'insectes endémiques comme l'araignée Nihoa mahina, l'amarante Amaranthus brownii, ou la plante carnivore Schiedea verticillata. 